# 内部情報
内部情報（ないぶじょうほう）とは経営学用語の一つ。組織において情報源や情報収集者が内部に存在しており、このような者によって組織の内部で所持されているような情報のことを内部情報という。また組織の内部で作成されたことによって組織の内部に存在している情報のことも内部情報という。企業においては自社の営業において使われる資料というのは内部情報ということであり、このような内部情報を整理することで市場動向を把握できたり、自社の置かれている状況を確認することができる。内部情報というのは企業の従業員にとっては内部においてのみ保持するということが求められているような情報であり、インターネットの掲示板に書き込むなどで内部情報を外部に流出させたならば、責任を負う事となる場合がある。内部情報を流出させたことで企業の業績が下がったならば、その流出させた社員というのは民事責任で損害賠償を請求される場合がある。内部情報の流出によって株価に影響を与えるようなことがあれば、信用毀損罪で刑事責任や行政法上の責任を負うことになる場合や、証券取引等監視委員会に呼び出されて課徴金を課される場合がある。